# Olympus PEN E-PM1
Fotoaparát Olympus PEN E-PM1 je bezzrcadlovka systému Mikro 4/3 vyráběná firmou Olympus. Byl ohlášen 30. června 2011. Jedná se o první přístroj řady PEN Mini, charakteristické menšími rozměry a zjednodušeným ovládáním.

## Popis
Výrobce se modelem E-PM1 snažil oslovit zejména začínající fotografy. Tomu nasvědčuje i fakt, že model uvedl v šesti barevných variantách: černé, stříbrné, bílé, hnědé, purpurové a růžové.
V době svého uvedení byl E-PM1 nejmenším a nejlehčím přístrojem řady PEN, rozdíl ale nebyl nijak dramatický. Ve srovnání se současně uvedeným modelem E-PL1 byl jen o 3 mm nižší a 50 g lehčí. Označení "mini" v názvu řady se spíše než rozměrů týká minimalistického ovládání. Počet ovládacích prvků na těle přístroje odpovídá jednodušším kompaktním fotoaparátům – například chybí otočný volič expozičních režimů. Na druhé straně ovšem velikostí snímače, výměnnými objektivy, rychlostí odezvy a širokými možnostmi nastavení nabízí alternativu k digitálním zrcadlovkám.
Kvalita obrazového výstupu a rychlost ovládání (podle Olympusu nabídl E-PM1 ve své době nejrychlejší zaostřování založené na detekci kontrastu) vedly k dobrým výsledkům přístroje v recenzích i k jeho pozitivnímu přijetí fotografickou veřejností. Server Digital Photography Review mu udělil stříbrnou cenu.
V září 2012 byl ohlášen nástupnický model E-PM2 s významnými vylepšeními – byl osazen novým snímačem a obrazovým procesorem (převzatým z modelu E-M5) a dotykovým displejem.